# Sikkerhedsliggørelse
Sikkerhedsliggørelse er et teoretisk koncept, der er forbundet med Københavnerskolen inden for international politik, en konstruktivistisk skole inden for international politik, som samtidig har et magtpolitisk aspekt, der udspringer af klassisk realisme. Det er en teori, der tilsigter at afklare, hvorledes man kan konstatere, om et område blot er politiseret, eller om området er af afgørende betydning for en stats overlevelse. Begrebet blev første gang anvendt af Ole Wæver i 1997 og er siden da blevet almindeligt anvendt i al fald inden for konstruktivistiske studier af internationale forbindelser.

## Begrebets anvendelse
At et emne er blevet sikkerhedsliggjort, er ikke ensbetydende med, at emnet objektivt set er afgørende for en stats overlevelse. Det er udtryk for, at nogen med held har konstrueret noget som et problem. Principielt kan det lykkes for enhver at sikkerhedsliggøre et hvilket som helst emne som et problem, der er afgørende for statens overlevelse. Evnen til at sikkerhedsliggøre er dog i høj grad afhængig af, hvilken status en aktør har, og hvorvidt tilsvarende emner generelt bliver anset som sikkerhedstrusler. Som eksempel herpå anføres det, at terrorisme italesættes som en trussel mod borgernes sikkerhed, selv om langt flere omkommer i trafikken
Hvis et emne bliver sikkerhedsliggjort med succes, bliver det legitimt at anvende ekstraordinære midler til at løse et oplevet problem. Dette kunne eksempelvis være en erklæring af undtagelsestilstand, en mobilisering af militæret eller at angribe et andet land. Hvis noget med succes er erklæret for et sikkerhedsproblem, kan det endvidere betragtes som illegitimt kritisk at diskutere emnet både politisk og akademisk. Hermed kan myndighederne opnå befolkningens accept, selv om "truslen" ikke er overhængende. Heraf følger, at befolkningen accepterer vidtgående sanktioner eller indgreb i dens forfatningsmæssige rettigheder, fx udgangsforbud eller indskrænkninger i privatlivets fred.

## De fem sektorer
I Security: A new framework for analysis arbejder Barry Buzan, Ole Wæver og Jaap de Wilde med fem politiske sektorer, inden for hvilke en sikkerhedsliggørelse kunne finde sted:
- Militært
- Politisk
- Økonomisk
- Samfundsmæssigt
- Miljømæssigt

En sikkerhedsliggørelse kan dog involvere flere sektorer end en af disse. :41

## Eksempler på sikkerhedsliggørelse
I Den tredje golfkrig kan man eksempelvis sige, at krigen på forhånd blev sikkerhedsliggjort som et militært problem (tilstedeværelsen af masseødelæggelsesvåben), men også som et samfundsmæssigt problem (menneskerettigheder i Irak) og som et politisk problem (spredning af demokrati).
Hvilke emner, der er sikkerhedsliggjort, vil i sagens natur være skiftende og genstand for debat, men betragtes politik gennem en sikkerhedsliggørelsesoptik, vil det være muligt at betragte bl.a. sagen om Muhammed-tegningerne som sikkerhedsliggjort, både i Danmark og i flere muslimske lande, eller man kan betragte Den tredje golfkrig gennem samme optik i alle de deltagende lande.
I begge de to eksempler kan det i øvrigt iagttages, at spørgsmålet om, hvorvidt der eksisterede et objektivt sikkerhedsproblem er underordnet for en analyse med sikkerhedsliggørelse. Emnerne er med succes sikkerhedsliggjort, og det er muligt at analysere den eksisterende politik ud fra en betragtning om, at emnerne ikke er underlagt de normale debatregler.
Eksemplerne viser, at teorien tenderer til at fokusere på negative konsekvenser af magthavernes forsøg på at legitimere beslutninger ved at sikkerlighedsgøre mindre trusler. Konceptet fokuserer således på trusler mod demokratiet i de vestlige lande, men er problematisk som analyseværktøj af trusler i Ulande.

## Kritik
I en videnskabelig artikel i tidsskriftet Security Dialogue udgivet i 2019 anklagede de to engelske universitetsansatte Alison Howell og Melanie Richter-Montpetit begrebet for at være funderet i hvid, mandlig tradition og anti-sort tankegang.
Ole Wæver har fået et svar optaget, hvilket er en undtagelse i dette tidsskrift, som kræver, at der er ny information.
Han hævder, at de anførte eksempler er sammenklippede, således at de to kritikere manipulerer med hans og Buzans tekster.